# Estadio José Rico Pérez
Das Estadio José Rico Pérez ist ein Fußballstadion in der spanischen Hafenstadt Alicante, Valencianische Gemeinschaft, an der Costa Blanca. Es ist das Heimspielstätte des Fußballvereins Hércules Alicante. Insgesamt fasst die Arena 29.584 Zuschauer. Der Name bezieht sich auf den ehemaligen Vereinspräsidenten José Rico Pérez (1918–2010), der das Amt von 1971 bis 1984 bekleidete.

## Geschichte
Die feierliche Grundsteinlegung fand am 26. Mai 1973 statt. Die Sportstätte wurde am 4. August 1974 mit der Partie Hércules Alicante gegen den FC Barcelona (0:4) eingeweiht. Die Anlage war Austragungsort der Fußball-WM 1982. Dafür wurde das Estadio José Rico Pérez im Vorfeld renoviert. 1994 musste Hércules Alicante die Sportstätte zur Schuldentilgung für umgerechnet 5,5 Mio. € an die Stadt verkaufen. 2001 erlaubte schließlich der neue Eigentümer die Nutzung des Stadions durch den zweiten Klub der Stadt, dem FC Alicante, eine Entscheidung, die bei den Fans von Hércules auf wenig Gegenliebe stieß und zu großen Spannungen zwischen den beiden Vereinen und ihren Fans führte.
Für besonders viel Aufregung sorgte der Entschluss, bei Spielen des FC Alicante sämtliche im Stadion befindlichen Symbole und Wappen zu entfernen die an den ursprünglichen Besitzer erinnerten, auch der Hércules CF-Schriftzug auf den Sitzen der Haupttribüne wurde abgedeckt. Am 27. März 2007 endete die Frist zur Einreichung eines Kaufangebotes an die Stadt. Hércules Alicante machte die einzige Offerte: 7,8 Mio. € für den Kauf und weitere 4,4 Mio. für Renovierungsarbeiten, wodurch die Forderungen des bisherigen Eigentümers erfüllt wurden und das Stadion ab 11. April 2007 wieder in den Besitz von Hércules Alicante überging. Ein Teil der Vereinbarung war allerdings die weitere Nutzung des Stadions durch den FC Alicante bis zur Renovierung des im Besitz der Stadt befindlichen Campo de Villafranqueza, in dem der kleinere Club Alicantes seit 2010 seine Heimspiele austrägt. 2010 wurde die Anlage abermals renoviert. So wurde u. a. die alte Bestuhlung auf den Rängen aus weißen und blauen Kunststoffsitzen durch rein blaue Sitze ersetzt.

## Galerie

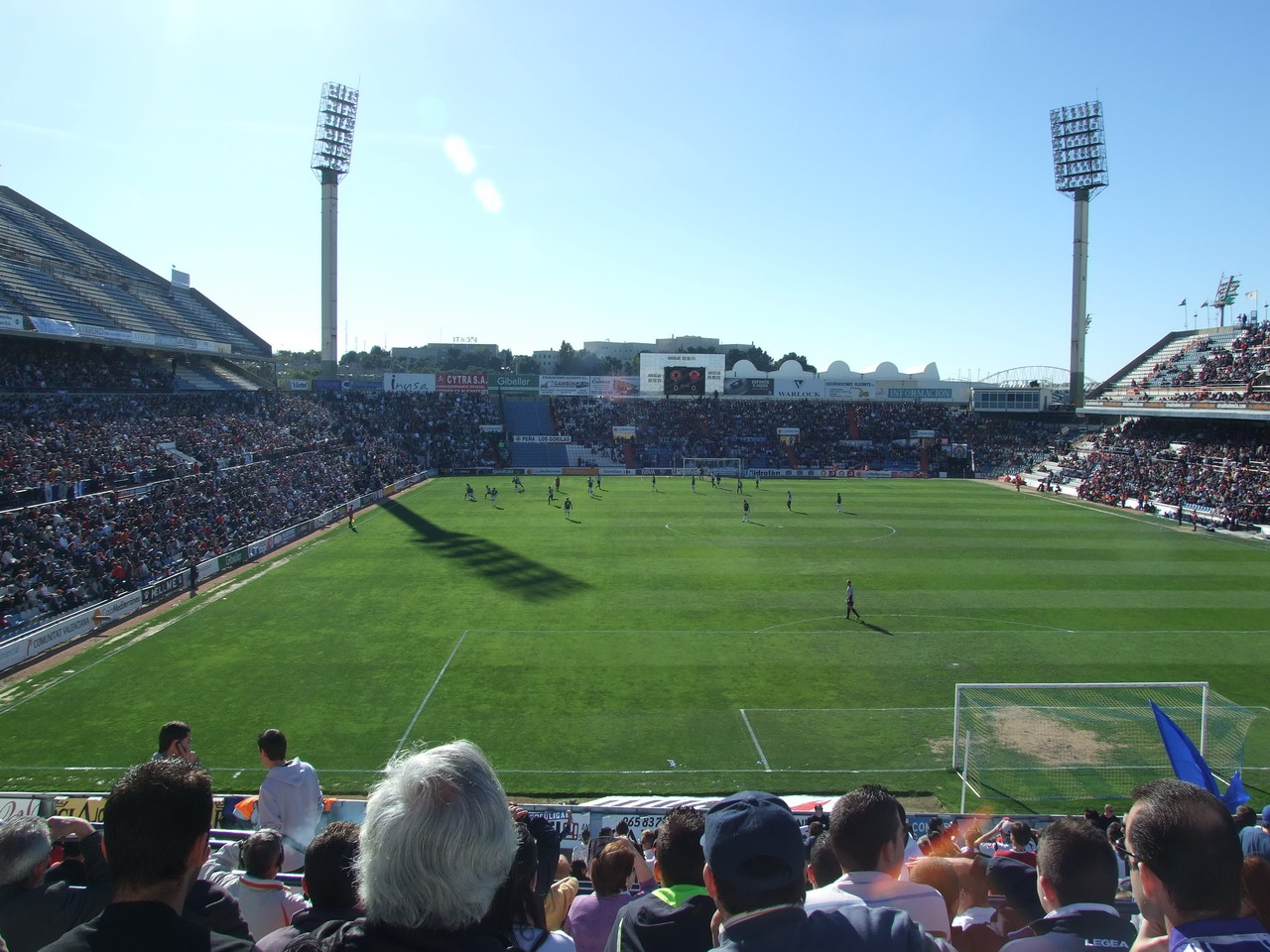
Das Stadion beim Derby zwischen Hércules Alicante und dem FC Elche am 13. Januar 2008
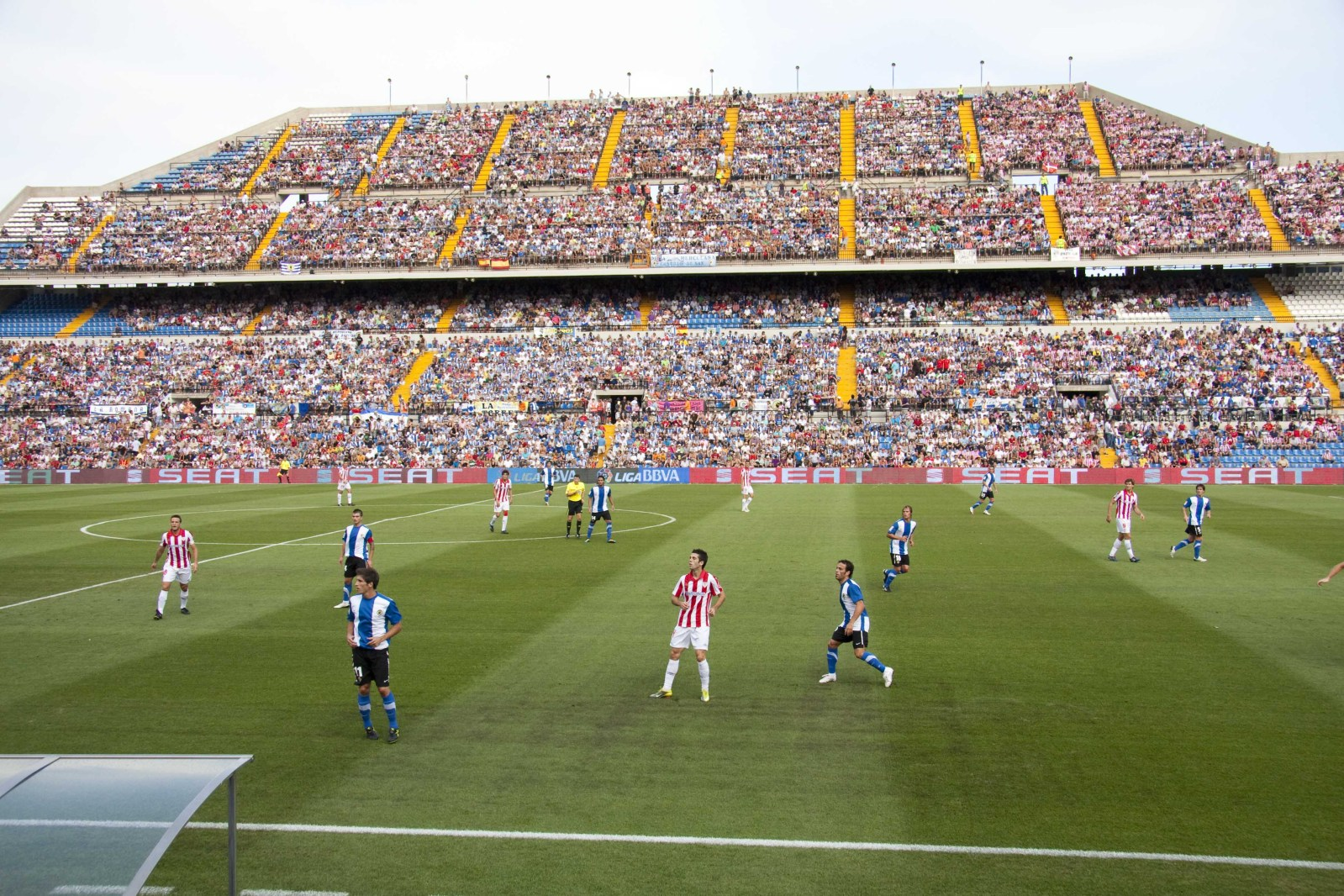
Hércules Alicante gegen Athletic Bilbao am 1. Spieltag der Primera División 2010/11 (28. August 2010)
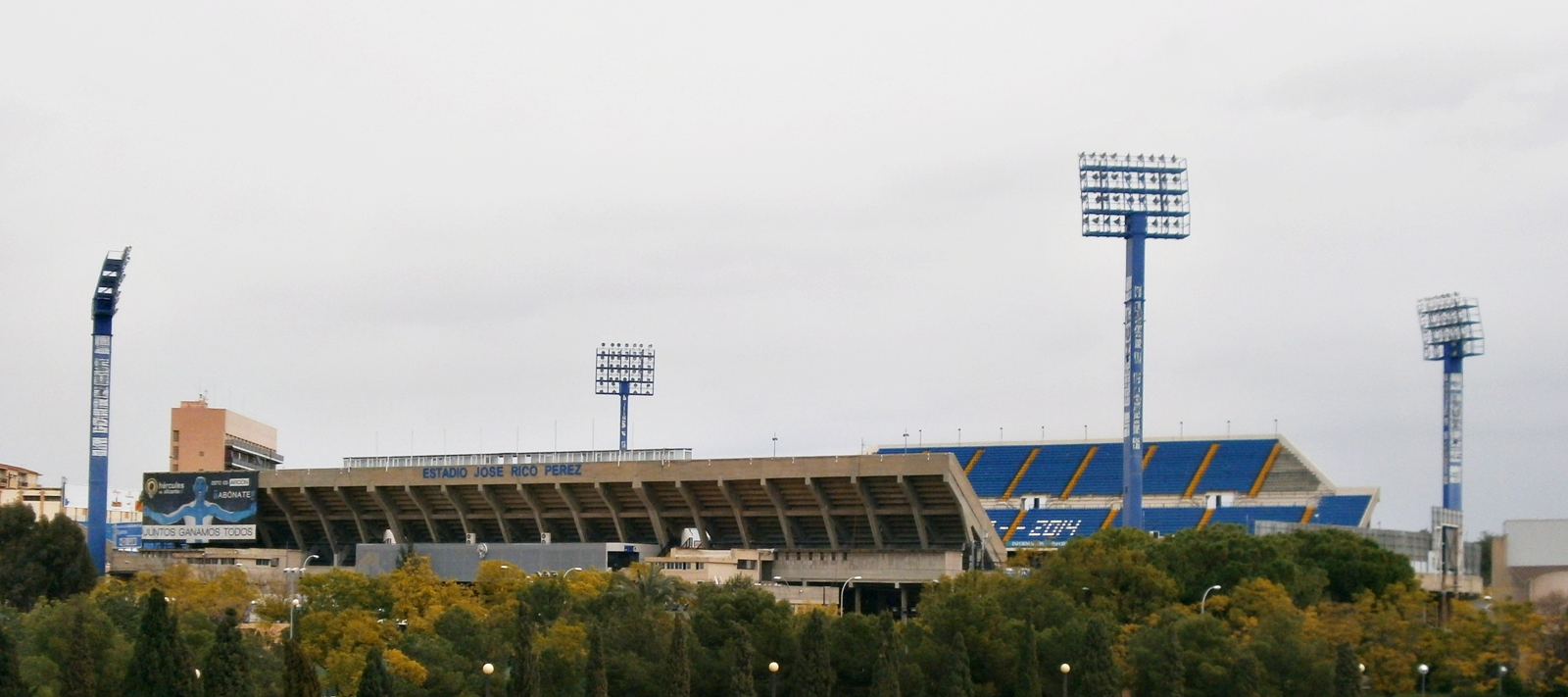
Blick von außen von Januar 2014